# Desmond Armstrong
Desmond Kevin Armstrong (ur. 2 listopada 1964 w Waszyngtonie) – piłkarz amerykański grający na pozycji obrońcy lub pomocnika.

## Kariera klubowa
W wieku 11 lat Armstrong rozpoczął treningi w lokalnym klubie w Waszyngtonie. Następnie uczęszczał do Howard High School w Ellicott City, a w latach 1982–1985 grał w piłkarskiej drużynie University of Maryland, College Park. W lidze uniwersyteckiej strzelił 24 gole w 78 meczach i dwukrotnie był wybierany do najlepszej jedenastki rozgrywek.
W 1986 roku Armstrong zaczął grać w drużynie Cleveland Force w rozgrywkach ligi halowej Major Indoor Soccer League. Pod koniec sezonu 1987/1988 przeszedł do Baltimore Blast, jednak w styczniu 1989 złamał nogę i do lata 1989 nie zagrał w żadnym meczu. W 1991 roku podpisał kontrakt z Santosem FC, jednak jego pobyt w Brazylii trwał krótko i jeszcze w tym samym roku wrócił do Stanów Zjednoczonych. Od 1991 do 1993 grał w Maryland Bays w rozgrywkach American Professional Soccer League. Z kolei w latach 1994–1996 występował w Charlotte Eagles.

## Kariera reprezentacyjna
W reprezentacji Stanów Zjednoczonych Armstrong zadebiutował 8 czerwca 1987 w przegranym 1:3 towarzyskim meczu z Egiptem. W 1988 roku wystąpił z kadrą olimpijską na Igrzyskach Olimpijskich w Seulu. W 1990 roku został powołany przez selekcjonera Boba Ganslera do kadry na Mistrzostwa Świata we Włoszech. Tam był podstawowym zawodnikiem reprezentacji i rozegrał 3 spotkania: z Czechosłowacją (1:5), z Włochami (0:1) i z Austrią (1:2). W 1993 roku zajął ze Stanami Zjednoczonymi 2. miejsce w Złotym Pucharze CONCACAF. Od 1987 do 1994 roku rozegrał w kadrze narodowej 81 meczów.